# Blut-und-Boden-Literatur
Der Ausdruck Blut-und-Boden-Literatur (oder Blut-und-Boden-Dichtung) bezeichnet eine von der Blut-und-Boden-Ideologie geprägte Fortentwicklung der völkischen Heimatliteratur, die im nationalsozialistischen Deutschland besonders gefördert wurde.
Der Terminus „Blut-und-Bodenliteratur“ bzw. „Blut-und-Boden-Literatur“ lässt sich im Deutschen seit mindestens 1937 nachweisen. Neben diesem literarhistorischen Terminus findet sich schon in zeitgenössischen Quellen vielfach die kritisch gemeinte Kurzbezeichnung Blubo-Literatur.

## Begriffsabgrenzung
Ein offener oder latenter zivilisationskritischer Primitivismus findet sich in vielen neuzeitlichen Literaturen, so etwa auch bei Rousseau, bei Tolstoi und in der Chłopomania des Jungen Polen. „Zentrales Element des traditionellen Heimatromans bildete“, wie Christiaan Janssen aufgewiesen hat, „der Stadt-Land-Gegensatz, wobei die Stadt die Begriffe Demokratie, Liberalismus, Modernismus und Individualismus als negative Werte verkörperte, und das bäuerliche Land, mit seiner Natürlichkeit, seinem Gemeinschaftssinn und Antifortschrittsideal, den angeblich positiven Pol darstellte.“ Diese „traditionelle“ Heimatliteratur war sehr heterogen gewesen und hatte neben moderaten auch reaktionäre Strömungen hervorgebracht, für die etwa Ludwig Ganghofer und in Norwegen Knut Hamsun als beispielhaft gelten.
Obwohl die Heimatromanliteratur und die „Blut-und-Boden-Literatur“ oft fließende Übergänge bilden, tritt die letztere aus der ersteren heraus durch ihr biologistisch aufgefasstes Weltbild. Hier rückt die These in den Vordergrund, dass „ein Mensch durch rassische und geographische Herkunft sozusagen ‚schicksalshaft‘ an Blut und Boden seiner Heimat gebunden sei. Die Rolle der Frau als Mutter und des Mannes als autarkischer Bauer und Ernährer reduzierte beide auf ihre natürlichen Veranlagungen. Die Rolle des Individuums war ausgespielt, es zählte nur noch der Dienst des Einzelnen an der Gemeinschaft.‘“ Die Chiffre „Blut“ steht in diesem Kontext für  „Rasse“, insbesondere die „nordische“ bzw. „arische Rasse“.
Eine mittlere Position zwischen beiden nimmt die völkische (Heimatroman-)Literatur ein, zu deren zentralen Werten und Themen Sitte, Heimat, Familie, Volk, Boden, Tradition, Natur und Geschichte zählten.

## Charakteristik
Von anderen Strömungen der NS-Belletristik unterscheidet sich die „Blut-und-Boden-Literatur“ durch ihre Verherrlichung des Landlebens, der Natur und der Rückkehr zur Natur. Sie spielte, neben der Aufnahme germanisch-heidnischer Mythen (z. B. aus dem Sagenkreis der Nibelungen), eine wichtige Rolle bei der Schaffung des nationalsozialistischen Weltbildes.
Natur und naturverbundenes bzw. „natürliches“ Leben werden von den Literaten des Blut-und-Boden-Stils zum Gegenstand eines politischen Mythos gemacht. Im Mittelpunkt stehen der Bauer und die Bäuerin als Symbole des „artreinen“ Deutschen schlechthin. Die Dorfgesellschaft erscheint als nationalsozialistischer Mikrokosmos. Neben der „Lebensraum“-Ideologie wird auch der nationalsozialistische Rassismus durch die Blut-und-Boden-Literatur propagiert.
Einer der Grundgedanken des Genres ist die Idee, dass „Adel“ im germanischen Sinne nichts anderes sei als die bäuerliche Sippe, die an ihrem unteilbaren, unverkäuflichen Erbhof zum Zwecke der Zucht festhalten muss, d. h. um ihr Blut reinzuhalten.

## Werke und Autoren
Der Gesamtbestand der literarischen Werke, die den strengen Definitionskriterien für „Blut-und-Boden-Literatur“ genügen, umfasst nur wenige Titel. Dazu gerechnet werden u. a.:
- 1926 – Hans Grimm: Volk ohne Raum[7]
- 1930 – Albert Bauer: Das Feld unserer Ehre[8]
- 1933 – Herybert Menzel: Der Grenzmark-Rappe (Sammlung von Sagen, Erzählungen, Balladen und Gedichten)[9]
- 1934 – Josefa Berens-Totenohl: Der Femhof[10]
- 1934 – Kuni Tremel-Eggert: Barb[11]
- 1935 – Albert Bauer: Folkert der Schöffe[8]
- 1935 – Josefa Berens-Totenohl: Frau Magdlene[10]
- 1939 – Joseph Georg Oberkofler: Der Bannwald[12]
- 1940 – Rudolf Haas: Mutter Berta. Ein deutsches Frauenleben[13]
- 1940 – Hanns Johst: Ruf des Reiches, Echo des Volkes[14]
- 1943 – Josefa Berens-Totenohl: Der Fels[15]
- 1944 – Josefa Berens-Totenohl: Im Moor[15]

Alle in der Liste aufgeführten Autoren sind Deutsche. Bei den genannten Werken handelt es sich, wenn nicht anders vermerkt, stets um Romane. Gerhard Schumann und die Österreicher Hermann Graedener und Joseph Georg Oberkofler haben Lyrik publiziert, die als „Blut-und-Boden-Literatur“ eingestuft wird.
Die Frage, ob auch Friedrich Griese dem Genre zuzurechnen ist, wird von Literaturhistorikern uneinheitlich beantwortet. Im Falle des Österreichers Richard Billinger besteht heute weiter Konsens, dass sein Werk den Definitionskriterien der „Blut-und-Boden-Literatur“ nicht entspricht.

## „Blubo-Literatur“
Der Ausdruck „Blubo-Literatur“ (von Blubo als sarkastische bzw. satirische Abkürzung für „Blut und Boden“) wurde in den 1930er Jahren im Diskussionskontext regimekritischer Literaten im Exil geprägt. Bereits am 25. Juli 1934 verwendete ihn Thomas Mann in seinem Tagebuch. 1938 erscheint er in der von Brecht, Feuchtwanger und Bredel herausgegebenen Zeitschrift Das Wort. Nach 1945 findet er sich an vielen Stellen, selbst in den Literaturlisten deutscher Bibliotheken. In der deutschsprachigen Literaturwissenschaft fand der Ausdruck insgesamt nur bedingt Aufnahme. In anderen Zusammenhängen wird zwar von der „Blubo-Ideologie“ gesprochen, doch liegt deren Schwerpunkt im agrarpolitischen Bereich. In Frankreich dagegen ist der Ausdruck – u. a. in der Heidegger- und der Jünger-Forschung – schon während der sechziger und siebziger Jahre weithin verwendet worden. Wie auch in der niederländischen Germanistik wird dabei gelegentlich mit ihm der Gesamtbestand der nationalsozialistischen belletristischen Literatur bezeichnet.

## Überdehnung des Begriffs
Der Begriff „Blut-und-Boden-Literatur“ wird auch in der Fachliteratur gelegentlich in einem Pars-pro-toto-Fehlschluss verwendet, um die im nationalsozialistischen Deutschland erschienene propagandistische Belletristik insgesamt zu bezeichnen. Siehe dazu: Literatur in der Zeit des Nationalsozialismus.
Ebenso finden sich immer wieder Beispiele für Einstufungen von literarischen Werken – insbesondere Bauernromanen – als „Blut-und-Boden-Literatur“, die den Definitionskriterien für dieses Genre (insbesondere dem Kriterium, dass ein biologistisches bzw. rassenideologisches Element vorliegen muss) keineswegs entsprechen.

## Zeitgenössische Schriften
- Gotthilf Stecher: Literatur aus Blut und Boden. Bonneß & Hachfeld, Potsdam & Leipzig [1936].
- Hellmuth Langenbucher: Volkhafte Dichtung der Zeit. 3. Auflage. Berlin 1937.
- Bund Deutscher Schriftsteller Österreichs (Hrsg.): Bekenntnisbuch Österreichischer Dichter. Krystall Verlag, Wien 1938.